# Coquillettia virescens
Coquillettia virescens är en insektsart som beskrevs av Knight 1968. Coquillettia virescens ingår i släktet Coquillettia och familjen ängsskinnbaggar. Inga underarter finns listade i Catalogue of Life.